# Сосновець
Сосновець (пол. Sosnowiec) — місто з правами повіту в Польщі, в Сілезькому воєводстві. Розташоване на Сілезькій височині, частині Сілезько-Краківської височини, на річках Чарна-Пшемша і Біла-Пшемша та їхніх притоках Бриниця і Бобрек. Він розташований у центральній частині Верхньосілезького промислового району. Це найбільше місто в Басейні Даброва за кількістю населення. За даними ОГС, станом на 31 грудня 2023 року в місті проживало 187 115 осіб. 
Історично Сосновець розташований у Малопольському воєводстві, на території колишньої Краківської землі та Верхньої Сілезії, частина якої увійшла в межі міста в результаті адміністративних змін наприкінці 1960 року.

## Географія
На південно-східній околиці міста у річку Пшемшу впадають Чорна Пшемша і Біла Пшемша. На межі сусіднього міста Мисловець річка Болина впадає у Чорну Пшемшу.
Райони міста - Середмістя (Срудмесце), Міловиці, Погонь, Старий Сосновець, Селець, Дембова Гура, Загуже, Сродуля (Шродуля), Даньдовка, Нивка, Моджейов, Бор, Єндзор, Клімонтов, Поромбка, Казімеж, Острови Гурничі та Мачки.

### Клімат

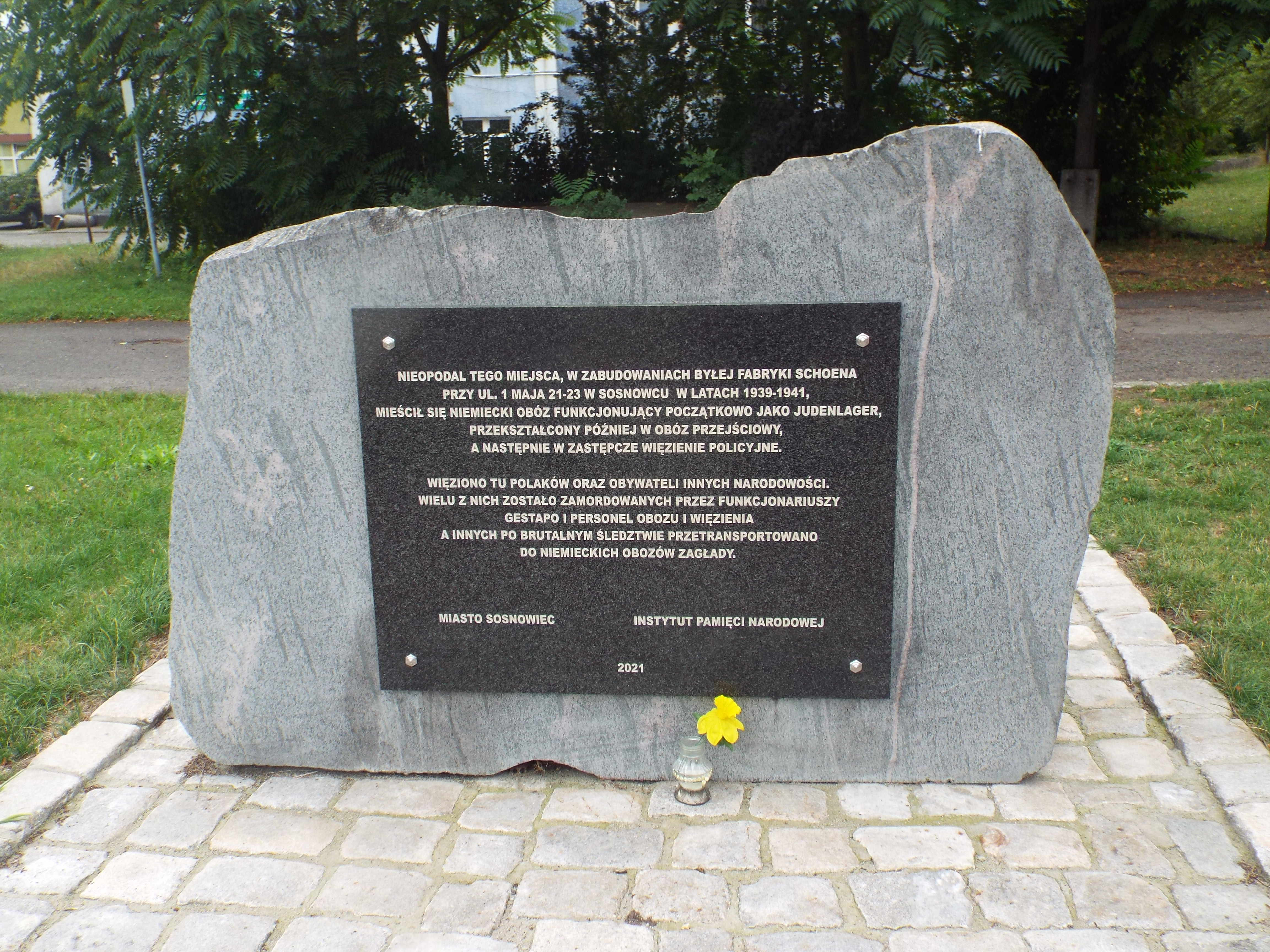
Меморіальний знак на місці німецького табору в Сосновці. Фото 2022 р.

| Клімат Сосновця           | Клімат Сосновця | Клімат Сосновця | Клімат Сосновця | Клімат Сосновця | Клімат Сосновця | Клімат Сосновця | Клімат Сосновця | Клімат Сосновця | Клімат Сосновця | Клімат Сосновця | Клімат Сосновця | Клімат Сосновця | Клімат Сосновця |
| Показник                  | Січ.            | Лют.            | Бер.            | Квіт.           | Трав.           | Черв.           | Лип.            | Серп.           | Вер.            | Жовт.           | Лист.           | Груд.           | Рік             |
| Середній максимум, °C     | 0,4             | 2,4             | 7,6             | 14,1            | 18,5            | 21,6            | 23,6            | 23,5            | 18,7            | 13,3            | 7,8             | 2,5             | 12,8            |
| Середня температура, °C   | −2,1            | −0,8            | 3,4             | 9,4             | 14,1            | 17,5            | 19,5            | 19,2            | 14,6            | 9,6             | 4,9             | 0,2             | 9,1             |
| Середній мінімум, °C      | −4,9            | −4,1            | −0,7            | 4,2             | 9,1             | 12,7            | 14,9            | 14,6            | 10,6            | 6,1             | 2,1             | −2,3            | 5,2             |
| Норма опадів, мм          | 54              | 49              | 58              | 59              | 86              | 87              | 102             | 77              | 75              | 56              | 57              | 52              | 812             |
| Днів з опадами            | 9               | 9               | 9               | 8               | 10              | 10              | 11              | 8               | 8               | 8               | 8               | 9               | 107             |
| Вологість повітря, %      | 84              | 82              | 74              | 67              | 70              | 70              | 71              | 69              | 73              | 78              | 84              | 83              | 75              |
| ------------------------- | --------------- | --------------- | --------------- | --------------- | --------------- | --------------- | --------------- | --------------- | --------------- | --------------- | --------------- | --------------- | --------------- |
| Джерело: Climate-Data.org |                 |                 |                 |                 |                 |                 |                 |                 |                 |                 |                 |                 |                 |

## Історія

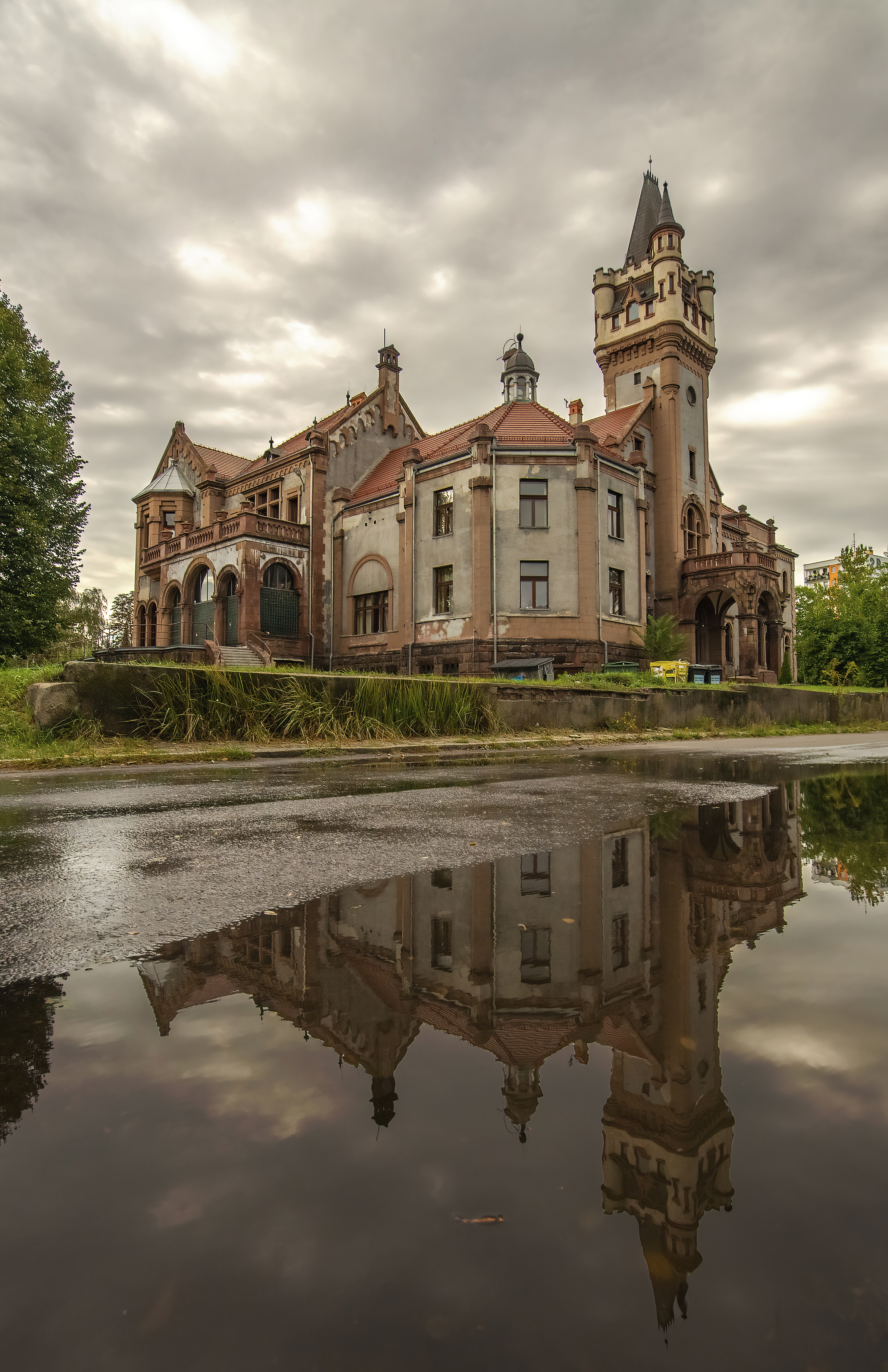
Палац Оскара Шоена

Назва міста Сосновець походить від соснових гаїв, які росли на цій території до 1830 року. Перша згадка про село Сосновець виявлено в архіві сільської парафії Мисловиць і датується 1727 роком. Сосновець у той час був невеликим селом, розташованим по сусідству з селами Сілець і Загуж (нині — мікрорайони міста Сосновець). У 1795 році після третього поділу Польщі Сосновець увійшов до складу Пруссії (нім. Sosnowietz). Під час наполеонівських воєн місто було частиною незалежного Варшавського герцогства, після поразки Наполеона відійшов до автономного Царства Польського в складі Росії.
Стрімкий розвиток Сосновця в XIX столітті пов'язаний з відкриттям багатих покладів мінералів, насамперед кам'яного вугілля, а також з розвитком залізничного сполучення і прикордонним становищем (на кордоні Австро-Угорської та Російської імперії). У 1848 році в Трабзон (нині район Сосновця) відкритий залізничний вокзал. Станція так і називалася — Кордон (нині Сосновець-Оф). У 1859 році в центрі майбутнього міста був побудований другий вокзал під назвою Сосновіце (нині Сосновець-Головний). У 1902 році Сосновець отримав статус міста. На той момент там проживало 61 000 чоловік, працювало власне видавництво, театр, лікарня. У 1914 році населення міста становило вже 118 000 чоловік. Перша світова війна призупинила розвиток міста. У цей період було знищено багато промислових об'єктів, зруйновано велику кількість шахт. Після війни промисловість переживає новий підйом, сюди переїжджає Торгово-промислова палата. У період Другої світової війни в Сосновці існувало єврейське гетто. У місті традиційно проживала велика єврейська громада, до початку Другої світової війни євреї становили 22 % населення Сосновця. Значна частина з них загинула під час нацистської окупації в таборах смерті. У січні 1945 року місто було звільнене від німецьких окупантів. Ще до підходу основних сил польський партизанський загін Армії Людової під командуванням С. Чарнецького і передовий загін 59-ї армії після дводенних боїв звільнили північно-східне передмістя міста.
У 1990-ті роки зміна політичної та економічної ситуації в країні призвело до того, що багато галузей промисловості занепали, були закриті деякі шахти, місто стало розвиватися переважно в сфері торгівлі та послуг. На початку XXI століття вигляд Сосновця радикально змінюється: перебудовується центр міста і його візитною карткою стала будівля залізничного вокзалу.

## Українці в Сосновцю

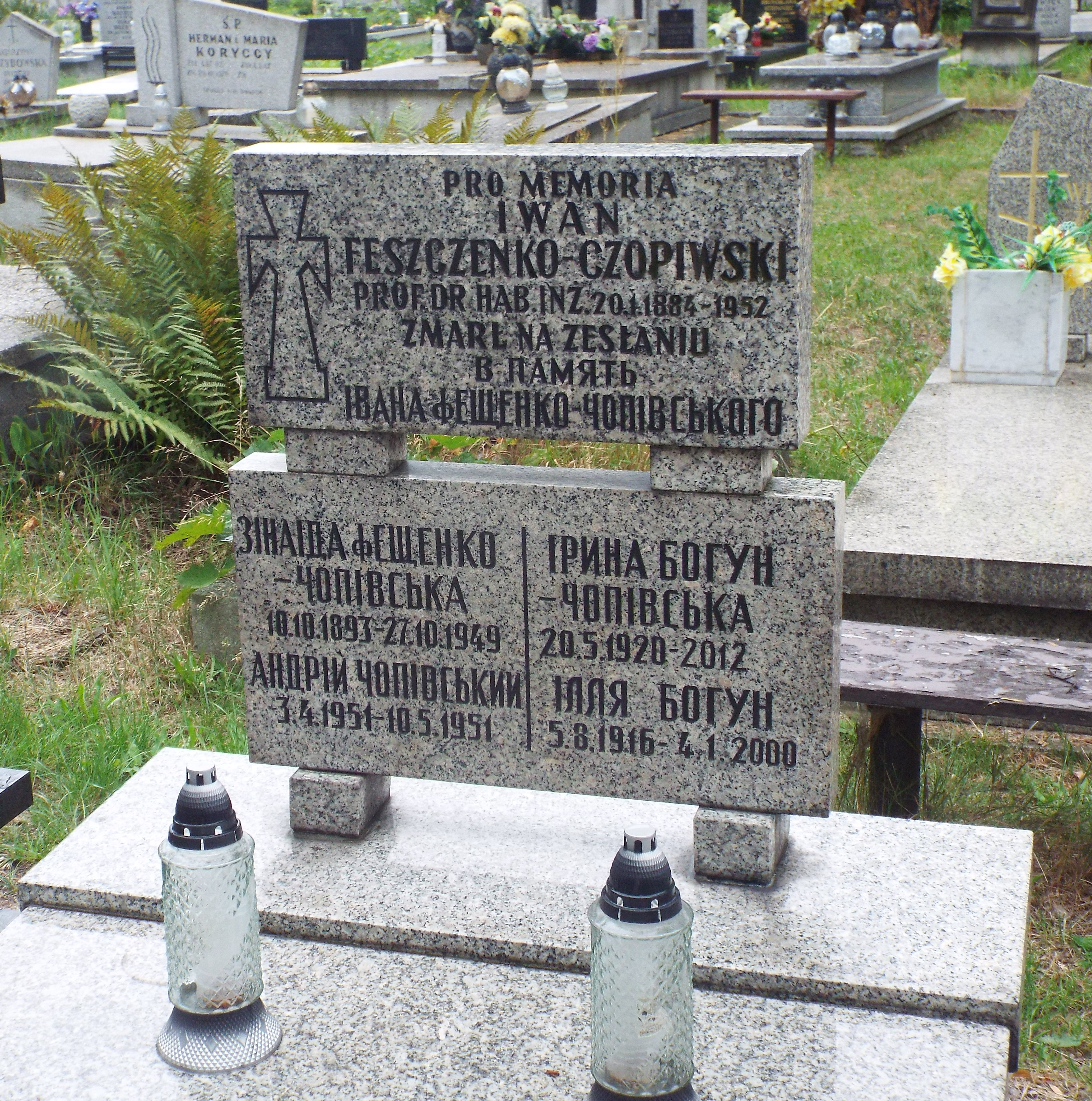
Символічний нагробок Івана Фещенка-Чопівського на православній ділянці цвинтаря в Сосновці, Польща. Фото 2022 р.

Українська історія Сосновця починається в період його індустріального розвитку під владою Російської імперії. В місті з'являються інженери, чиновники, поліцейські та звичайні робітники з території України. Їх сліди ми можемо знайти у вигляді прізвищ українського походження на православному цвинтарі в Сосновці.  За російського панування в Сосновці було зведено три православні церкви: святих Віри, Надії, Любові і матері їх Софії біля залізничного вокзалу (вул. Jana Kilińskiego 39), св. Олександра Невського (найстаріша - кін. ХІХ ст. в Мачках (давня назва – Границя, біля прикордонного вокзалу Сосновець-Мачки та мосту на р. Біла Пшемша – кордон з Австрією) та св. Миколи Чудотворця по вул. Parkowa (найновша та набільша).  Збереглася дише перша, дві інші зруйновані в міжвоєнні 20-ть років. Розкопки проведені на місці церкви в Мачках в 2015 р. виявили фундаменти, руїни її стіни та поховання духовного у цинковій труні у крипті. Його перепоховано в анонімній могилі "священика з церкви в Границі" на православній частині міського цвинтаря.  За даними О. Колянчука у військових частинах Сосновця було інтерновано не численних вояків УНР. На православній ділянці міжконфесійного цвинтаря знаходиться символічна могила Івана Фещенка-Чопівського (1884—1952) (Вчений похований на лагерному цвинтарі в с. Абезь, республіки Комі в Росії) віце-прем'єра Уряду УНР, згодом професора Гірничо-Металургійної академії у Кракові; гріб його дружини Зінаїди Фещенко--Чопівської (1893—1949), діячки Союзу українок-емігранток та «Просвіти» та їх рідних. Координати поховання: 50.286093°, 19.120329°;

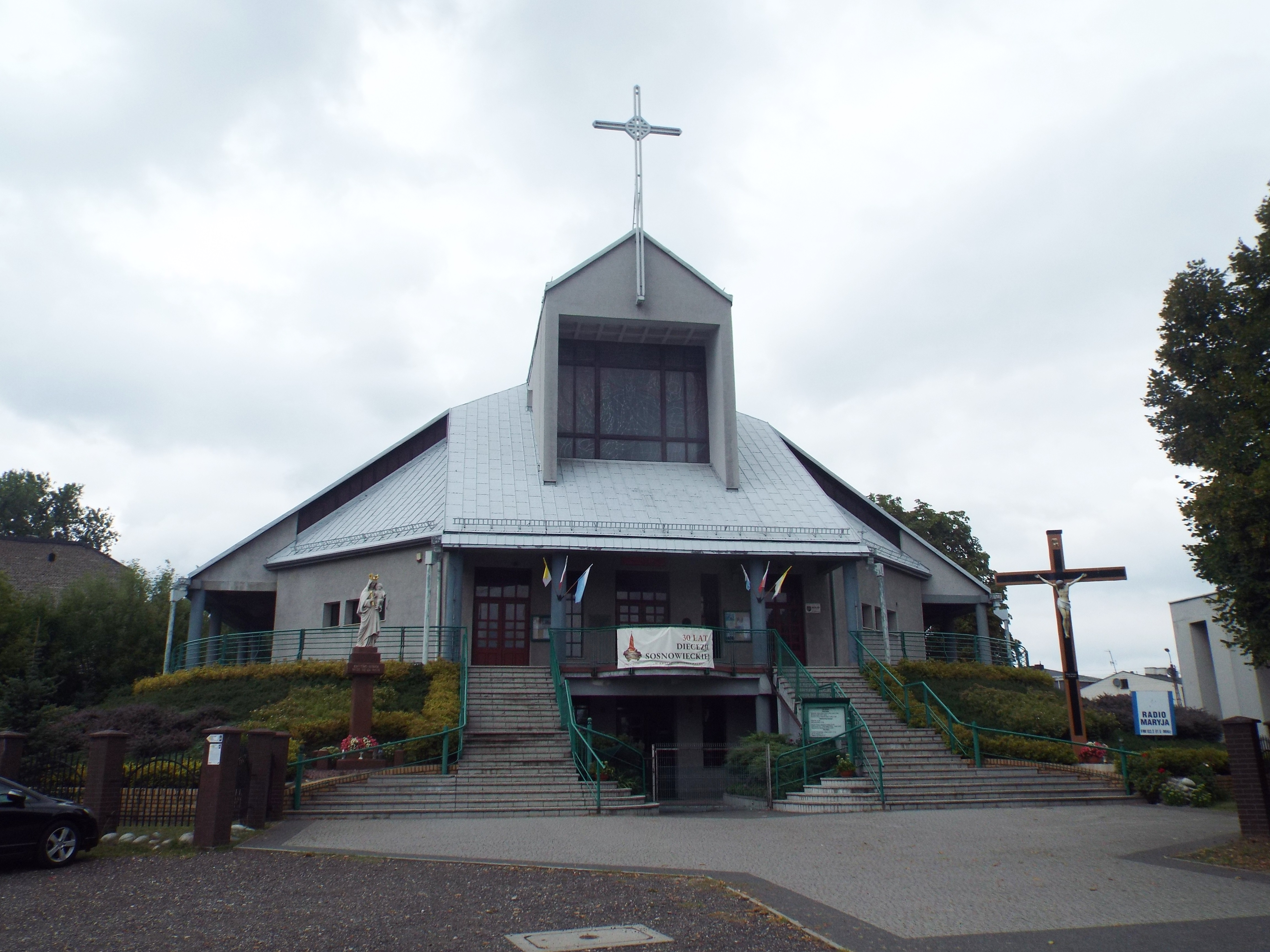
Католицький костел св. Яцка в Сосновці - місце українських греко-католицьких богослужінь у місті. Фото 2022 р.

Вказується на поховання тут генерала Володимира Сінклера (1879—1945), начальника Генерального штабу Армії УНР, у 1920 р. члена української дипломатичної місії у Варшаві (його підпис видніє на польсько-українській військовій конвенції від 24 квітня 1920); разом із ним похована його дружина Людмила (1889—1965); могила сотника Генерального штабу Армії УНР Петра Вдовиченка-Коморового. Втім при візуальному обстеженні цвинтаря їх нагробків не виявлено.
В міській галереї мистецтва, яка розташовується в Сілецькому замку за адресою вул. Zamkowa 2 відбулися виставки, у яких взяв участь польсько-український художник, професор Краківської академії мистецтв Юрій Новосільський.
У місті при римокатолицькому костелі св. Яцка за адресою вул. Generała Władysława Andersa 93 діє українська греко-католицька парафія.

## Пам'ятки
Місто має багато історичних пам'яток епохи індустріального розвитку.  Ми також знаходимо мощі минулого, пов'язані з чотирма культурами, які вплинули на розвиток міста.

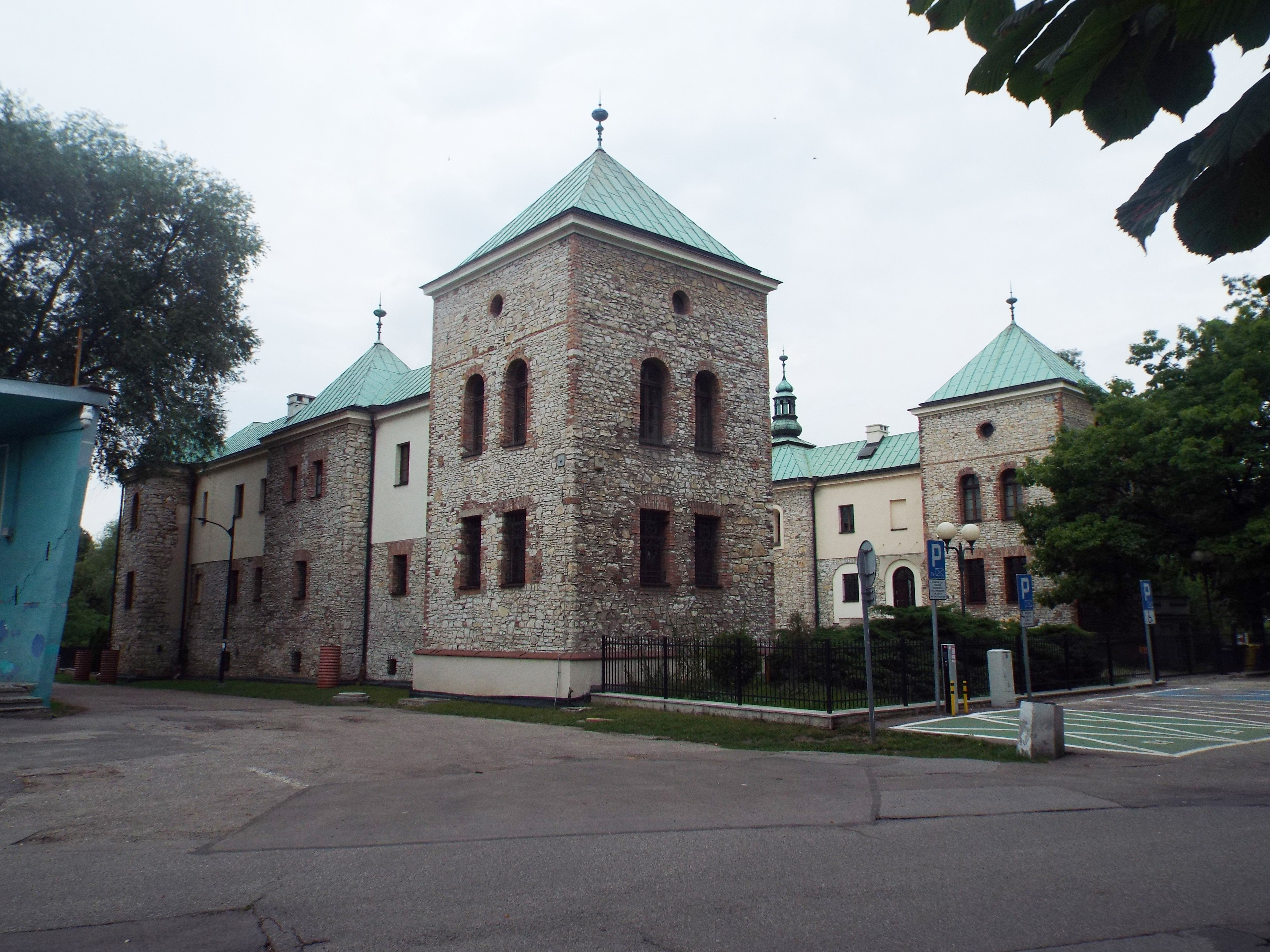
Селецький замок - найстаріша пам'ятка Соcновця, місце вистав Юрія Новосільського у місті. Фото 2022 р.

### Головні пам'ятки
- Селецький замок - найстаріша пам'ятка міста,
- Палац Дітла,
- Палац Шена (Schön),
- Палац Оскара Шена (Oskar Schön),
- Православна церква святих Віри, Надії, Любові і матері їх Софії біля залізничного вокзалу (вул. Jana Kilińskiego 39),
- Кут трьох імператорів,
- Народний дім у закопанському стилі

### Парки і заповідники
У Сосновці є 24 парки, 6 з яких є історичними. Найголовніші з них:
- Селецький — історичний парк замку
- Дітла — історичний палацовий парк
- Шена — історичний палацовий парк
- Міленіум
- Куронія
- Біорізноманіття
- Торф'яник Бур — область захищена Natura 2000

## Відомі люди
- Єхіель Дінур
- Ян Кепура
- Юрій Новосільський
- Владислав Шпільман

## Демографія
Демографічна структура станом на 31 березня 2011 року:
|          | Загалом | Допрацездатний вік | Працездатний вік | Постпрацездатний вік |
| -------- | ------- | ------------------ | ---------------- | -------------------- |
| Чоловіки | 102827  | 15811              | 74976            | 12040                |
| Жінки    | 113594  | 15151              | 69216            | 29227                |
| Разом    | 216421  | 30962              | 144192           | 41267                |

Населення за роками: